# Veitsch
Veitsch è una frazione di 372 abitanti del comune austriaco di Sankt Barbara im Mürztal, nel distretto di Bruck-Mürzzuschlag (Stiria). Già comune autonomo, il 1º gennaio 2015 è stato fuso con i comuni di Mitterdorf im Mürztal e Wartberg im Mürztal per costituire il nuovo comune mercato (Marktgemeinde).